# Kęstutis Jakelis
Kęstutis Jakelis (* 5. August 1950 in Kaišiadorys) ist ein litauischer Politiker.

## Leben
1974 schloss er das Studium des Elektroingenieurwesens am Kauno politechnikos institutas und 1999 das Masterstudium der Verwaltung am Kauno technologijos universitetas ab. Ab 1974 arbeitete er in Vilnius im Betrieb „Venta“, ab 1977 lebte in Kaišiadorys, von 1977 bis 1995 war er Berufslehrer und Direktor der Agrarschule. Von 1995 bis 1999 war er Bürgermeister der Rajongemeinde Kaišiadorys, von 1999 bis 2000 Mitglied im Seimas.
Ab 1994 ist er Mitglied von Tėvynės sąjunga.
Mit seiner Frau Alma hat er die Töchter Vaiva, Ieva und Monika.